# Хелана Олендорф
Хелана Олендорф Курт  (Вроцлав, 28. фебруар 1899 — 1982)  била је немачко-амерички дерматолог  и једна од првих жена (пионир) у академској дерматологији и проучавању генодерматоза. Она је такође прва (и једина) особа која се истовремено слави са својим девојачким и венчаним презименом.

## Живот и каријера
Рођена у јеврејској породици 18. фебруара 1899. као Хелене Оллендорф у Вроцлаву, Немачка. Студирао је медицину на универзитетима у Фрајбургу, Минхену и Вроцлаву, а дипломирала је 1923. године.
Од 1924. године специјализовала је дерматологију на Rudolf-Virchow-Krankenhaus-у у Берлину код професора Abrahamа Buschke. Током боравка у Берлину упознала свог мужа др Рудолфа Вилхелма Пола Курта, за кога се удала 1927. године Удајом за др Вилијам Курт узела је презиме Курт, док је задржала своје име и тако постала Хелена Олендорф Курт.
Да би побегли из нацистичке Немачке, и репресалија према јеврејима Куртови су се преселили у Њујорк 1931. Овде су започели сопствену приватну праксу док су се истовремено бавили академском каријером на Универзитету Колумбија.
Преминула је 1982. Како је у позним годинама живота боловала је од Алцхајмерове болести, одлучила је да донира свој мозак медицинским истраживањима.

## Епоними
Након њених бројних истраживања по њој су настали ови епоними:
- Buschke-Ollendorff syndrome (1928)  -  редак урођени поремећај везивног ткива са променама на кожи и скелету и невусима везивног ткива , величине неколико милиметара, који се могу  видети на трупу и екстремитетима, као и знаци остеопојкилозе на рендгенском снимку. Фокуси густе кости који се виде на рендгенским снимцима, посебно у карлици и екстремитетима, су главни симптоми остеопојкилозе. То је последица неке врсте акутног инфективног процеса. Захваћена су оба пола. Наслеђе је аутозомно доминантно са високом пенетрацијом и варијабилности експресије. Етиологија непозната.[3]
- Curth-Macklin syndrome (1954) - редак наследни поремећај коже који карактеришу промене налик хистриксу и кератозие на длановима и табанима. Дебела, напаљена кожа на длановима и табанима може се појавити без других симптома или цела површина тела може бити прекривена љускицама. Хистолошки налази се разликују од оних код свих других ихтиоза. Наслеђе је аутозомно доминантно.[4]
- Куртови критеријуми за дијагнозу кожних паранеопластичних синдрома (1976) - служе за процену узрочне везе између дерматолошких промена и потенцијално могућег малигнитета. Како кожне паранеопластичне лезије могу претходити презентацији малигнитета њихово препознавање може помоћи у постизању ране дијагнозе. Ови критеријуми су стога важни у раној дијагностици рака.[5]